# Tempia
Col termine tempie (dal latino: tĕmpŏra, da tempŭs, tempo), in anatomia, si intendono due regioni simmetriche della testa, situate ai lati della fronte. Non corrispondono a regioni anatomiche ben definite, ed a seconda del significato che gli si vuole attribuire, il termine "tempia" può indicare solo lo strato cutaneo esterno o strutture anatomiche più interne. A livello del cranio, la regione della tempia comprende la porzione laterale dell'osso sfenoide e parte dell'osso temporale, mentre a livello nervoso periferico è definita dal ganglio del Gasser, da cui origina il nervo trigemino.